# Irina Goeba
Irina Vasiljevna Goeba-Popova (Wit-Russisch: Ірына Васільеўна Губа-Папова, Russisch: Ирина Васильевна Губа-Попова) (Minsk, 20 januari 1957), is een voormalig basketbalspeelster die uitkwam voor het nationale team van de Sovjet-Unie. Ze werd Meester in de sport van de Sovjet-Unie, Internationale Klasse. Ze verwierf de Bulgaarse nationaliteit.

## Carrière
Goeba speelde voor Horizont Minsk. Ze werd met Horizont tweede om het landskampioenschap van de Sovjet-Unie in 1989. Ook speelde ze voor Lokomotiv Stara Zagora uit Bulgarije.
Met het nationale team van de Sovjet-Unie won Goeba zilver op het Wereldkampioenschap in 1986.

## Erelijst
- Landskampioen Sovjet-Unie:
  - Tweede: 1989
- Wereldkampioenschap:
  - Zilver: 1986